# Small World (フジファブリックの曲)
「Small World」（スモール　ワールド）は、フジファブリックの通算14枚目のシングル。2013年2月6日にSony Music Associated Recordsから発売された。

## 解説
- 前作から約3か月を置いての発売となるシングル。アルバム『VOYAGER』の先行シングルとなった。
- 「初回生産限定盤」、「期間生産限定盤（『宇宙兄弟』スペシャルデジパック仕様）」、「通常盤」の3タイプで発売された。
  - 「初回生産限定盤」には、「DOCUMENT 2012 -part 1- 〜2012年の軌跡を辿る貴重なドキュメントムービー」が収録されたDVDが付属している。
  - 「期間生産限定盤」には、3曲目に「Small World (TV edit) 」が収録されており、『宇宙兄弟』描き下ろしイラストの入ったスペシャルデジパック仕様になっている。

## 収録曲
全編曲：フジファブリック
1. Small World
作詞：加藤慎一　作曲：山内総一郎
読売テレビ・日本テレビ系アニメ『宇宙兄弟』オープニングテーマ
2. Time
作詞：金澤ダイスケ、加藤慎一　作曲：金澤ダイスケ
カップリング曲であるが、アルバム『VOYAGER』に収録されている。
3. Small World (TV edit) 
期間生産限定盤のみの収録

## DVD（初回盤のみ）
1. DOCUMENT 2012 -part 1- 〜2012年の軌跡を辿る貴重なドキュメントムービー
メンバーによるオーディオ・コメンタリー（副音声）付き。後編は『VOYAGER』の初回限定盤DVDに収録されている。